# Павловка (Васильковский район)
Па́вловка (укр. Павлівка) — село,
Павловский сельский совет,
Васильковский район,
Днепропетровская область,
Украина.
Код КОАТУУ — 1220787701. Население по переписи 2001 года составляло 1280 человек.
Является административным центром Павловского сельского совета, в который, кроме того, входят сёла
Аврамовка,
Долгое,
Каплистовка,
Кобзарь,
Криворожское,
Морозовское,
Новогригоровка,
Перепелячье,
Самарское,
Червоная Долина,
Шевченко,
Шевякино,
Широкое,
посёлок Крутоярка и
входило ликвидированное село Новопетровское.

## Географическое положение
Село Павловка находится на левом берегу реки Верхняя Терса, которая через 4 км впадает в реку Волчья,
выше по течению на расстоянии в 3 км расположено село Перепелячье.
Через село проходит автомобильная дорога Т-0408.

## История
- 1806 — дата основания.

## Экономика
- Молочно-товарная ферма и машинно-тракторные мастерские.

## Объекты социальной сферы
- Школа.
- Дом культуры.
- Больница.

## Известные уроженцы
- Гаркуша, Фёдор Иванович — Герой Советского Союза.

## Достопримечательности
- Около села стоят две каменные бабы — памятки XI—XII веков.